# Moritz von Rohr

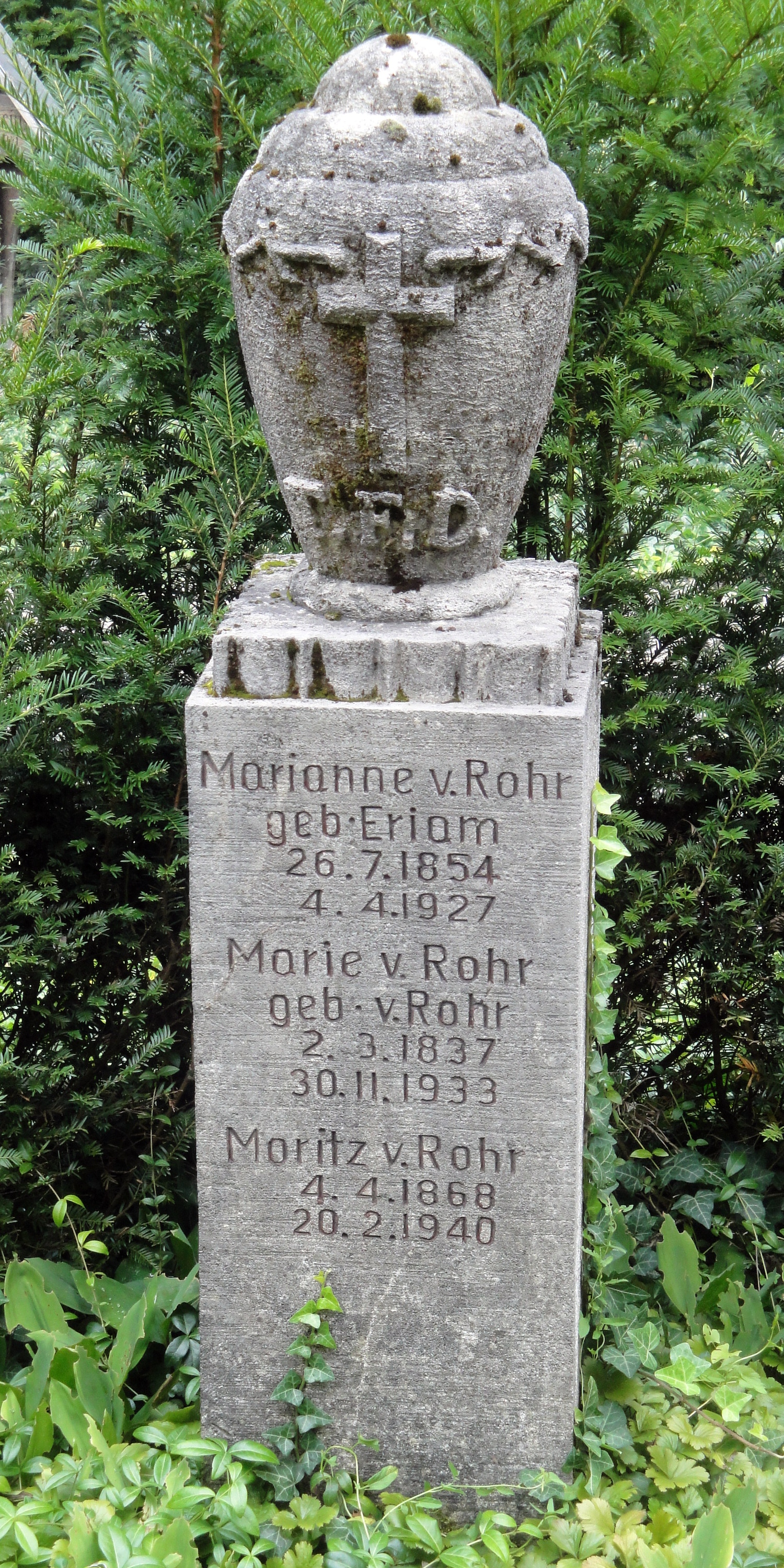
Grabstein des Moritz von Rohr, seiner Ehefrau und seiner Mutter, auf dem Nordfriedhof in Jena

Louis Otto Moritz von Rohr (* 4. April 1868 in Longin, polnisch Łążyn, Kreis Inowrazlaw, polnisch Inowrocław, Provinz Posen, polnisch Poznań; † 20. Juni 1940 in Jena) war ein deutscher Optiker. Er entwickelte und verbesserte zahlreiche optische Geräte und publizierte Beiträge zur Geschichte der Optik.

## Leben
Moritz von Rohr wurde als Sohn des preußischen Distriktkommissars in der Provinz Posen Louis von Rohr a.d.H. Trieplatz geboren. Seine Mutter war Marie von Rohr, aus einer anderen Trieplatzer Nebenlinie stammend. Die Eltern waren Cousin und Cousine. Nach dem Besuch des Gymnasiums in Inowrazlaw studierte er an der Friedrich-Wilhelms-Universität in Berlin Mathematik, Physik und Geografie. 1892 wurde er an der Universität Halle zum Dr. phil. promoviert und wurde Assistent am Königlich Preußischen Meteorologischen Institut in Berlin. 1895 wechselte er zur Firma Carl Zeiss nach Jena, wo er zunächst vier Jahre lang als Assistent Paul Rudolphs in der photographischen Abteilung tätig war und dort die Schaffung des Doppelgauß-Objektivs Planar miterlebte. Während dieser Zeit wurde von Rohr die Gelegenheit zur Materialsammlung für sein 1899 erschienenes Grundlagenwerk "Theorie und Geschichte des Photographischen Objektivs" gegeben. Noch im selben Jahr wurde er in die Abteilung Mikro versetzt, wo er als persönlicher Assistent Ernst Abbes Mikroskopobjektive berechnete. 1908 wurde von Rohr wissenschaftlicher Leiter der neu geschaffenen Brillenabteilung. Die Universität Jena berief ihn 1913 zum außerordentlichen Professor für Optik in der Medizin. 1935 trat er in den Ruhestand.
1898 hatte er in London seine Ehefrau Marianne Erlam geheiratet, sie stammte aus der britischen Hauptstadt. Das Ehepaar hatte keine Kinder.

## Werk
Von Rohr veröffentlichte etwa 570 Zeitschriftenartikel und Monografien. Er gründete 1913 die Zeitschrift für ophthalmologische Optik und 1928 die Zeitschrift Forschungen zur Geschichte der Optik. Beide gab er bis zu seinem Tod heraus.
Er berechnete zahlreiche neue optische Systeme und erweiterte die theoretischen Grundlagen dafür. 1904 entwickelte er mit August Köhler das UV-Mikroskop, das eine besonders hohe Transmission im Bereich des ultravioletten Lichts aufweist. Wichtige Beiträge leistete er zur wissenschaftlichen Fundierung der Brillenlehre. In engem Kontakt mit dem späteren Nobelpreisträger Allvar Gullstrand entwickelte er zunächst die Katralgläser für das nach einer Staroperation linsenlose Auge. 1912 folgten die Punktal-Brillengläser, die unabhängig von der Blickrichtung scharfe Bilder geben und noch heute zum Lieferprogramm von Carl Zeiss gehören. Rohr konstruierte und verbesserte auch eine Reihe medizin-optischer Instrumente, zum Beispiel das Zystoskop.
Bereits 1907 entwickelte er den Synopter, ein Gerät, das 2D-Bilder durch Aufhebung der binokularen Disparität dreidimensional erscheinen lässt. Dadurch, dass beide Augen ein perspektivisch identisches Bild sehen, wird die Raumwahrnehmung im menschlichen Gehirn durch andere Faktoren wie die relative Objektgröße oder Farbschattierungen beeinflusst. Der Synopter war für Carl Zeiss kommerziell kein Erfolg und geriet bald in Vergessenheit, ist aber heute im Zusammenhang mit der 3D-Technik wieder von Interesse.
Auch im Bereich der photographischen Optik wurde Moritz von Rohr nach seinem Ausscheiden aus dieser Abteilung noch einmal tätig. Im Jahre 1906 hatte er ein optisches System entwickelt, das neben einer sehr guten sphärischen und chromatischen auch eine für ein Mikroskopobjektiv nicht unbedingt nötige komatische Korrektur aufwies. Grundlage dafür bildete ein optischer Aufbau, der schon im Jahre 1872 von Hans Zincken gen. Sommer vorgeschlagen, aber nicht realisiert worden war. Im Jahre 1911, nachdem sein Mentor Paul Rudolph das Zeisswerk verlassen und eine Lücke im Bereich der Photo-Konstruktion offen gelassen hatte, entwickelte von Rohr seine Erfindung von 1906 durch Hinzufügen einer Smythschen Linse zum Zwecke der anastigmatischen Bildfeldebnung zum photographischen Aufnahme- und Wiedergabe-Objektiv weiter. Dieses Objektiv wurde bei Zeiss als Biotar 1:1,8 bezeichnet (nicht zu verwechseln mit dem späteren Gaußtyp-Biotar 1:1,4 von Willy Merté), doch aufgrund der sehr kurzen Schnittweite, die von der Smythschen Linse verursacht wurde, konnte es trotz seiner guten Korrektur nur wenig praktisch zur Anwendung gebracht werden.
Sehr umfangreich sind von Rohrs publizistische Beiträge zur Geschichte der Optik. Er verfasste Biographien bedeutender Optiker, wie Joseph von Fraunhofer, Carl Zeiss und Ernst Abbe. Er publizierte darüber hinaus zur Geschichte der Brille, und des optischen Glases. In seinem eingangs bereits angesprochenen Werk zur Geschichte des Photoobjektivs von 1899, in dem er sich auch mit der Theorie hinter den Abbildungsfehlern und ihrer Beseitigung beschäftigte, führte von Rohr eine Form der Darstellung für die sphärische Aberration und die Abweichung von der Sinusbedingung (a-Kurven), für den Astigmatismus und die Wölbung (b-Kurven) sowie für die Verzeichnung (c-Kurve) ein, die sich anschließend als Standard international durchsetzte und zum Teil bis heute gebräuchlich ist. Für dieses Werk legte von Rohr zudem eine Sammlung von Daten für bekanntgewordene Photoobjektive an, die anschließend durch Willy Merté fortgeführt worden ist und die fünf Jahrzehnte später auf über 1500 verschiedene Konstruktionen angewachsen war. 
Von Rohrs Nachlass befindet sich heute im Deutschen Optischen Museum, um das er sich zu Lebzeiten als Geschäftsführer verdient gemacht hat.

## Ehrungen
Von Rohr wurde 1921 Ehrenmitglied der Optical Society of London und 1926 der Deutschen Akademie der Naturforscher Leopoldina. Die medizinische Fakultät der Universität Jena ernannte ihn 1922 zum Ehrendoktor. Die Preußische Akademie der Wissenschaften verlieh ihm 1934 die silberne Leibniz-Medaille.
In Jena ist eine Straße nach ihm benannt.

## Veröffentlichungen (Auswahl)
- Über die Bestimmung derjenigen Substitutionskoeffizienten als Funktion der Zeit, welche bei der Rotation miteinander verbundener Körper auftreten, Dissertation, Halle 1892
- Theorie und Geschichte des photographischen Objektivs, J. Springer, Berlin 1899
- Die Bilderzeugung in optischen Instrumenten vom Standpunkte der geometrischen Optik (= Die Theorie der optischen Instrumente, Band 1), J. Springer, Berlin 1904
- Die binokularen Instrumente, J. Springer, Berlin 1907
- Abhandlungen zur Geschichte des Stereoskops, Engelmann, Leipzig 1908
- Die Brille als optisches Instrument, Engelmann, Leipzig 1911
- Joseph Fraunhofers Leben, Leistung und Wirksamkeit, Akademische Verlagsgesellschaft, Leipzig 1929
- Zur Geschichte der Zeissischen Werkstätte bis zum Tode Ernst Abbes (= Forschungen zur Geschichte der Optik, Band 1, Heft 3), Berlin, Springer 1930; 2. Auflage Zeiss, Jena 1936.
- Ernst Abbe, G. Fischer, Jena 1940